# Герасимова, Ксения Максимовна
Ксе́ния Макси́мовна Гера́симова (1919―2011) ― советский и российский учёный-востоковед, доктор исторических наук (1990), профессор, заслуженный деятель науки РФ (1995), сотрудник Института монголоведения, буддологии и тибетологии СО РАН.

## Биография
Родилась в 1919 году в улусе Бохан (на территории современного Усть-Ордынского Бурятского округа Иркутской области) в смешанной русско-бурятской семье.
В 1942 году окончила музейный факультет Библиотечного института имени Н. К. Крупской. В 1947 году с отличием окончила монгольское отделение восточного факультета Ленинградского государственного университета, где изучала монгольский и тибетский языки, буддизм, буддийское искусство, источники по истории буддизма на старомонгольском языке. Интерес к Востоку зародился у Ксении Герасимовой ещё в ранней юности.
В 1953 году защитила кандидатскую диссертацию «Ламаизм в Забайкалье во второй половине XIX начале XX веков» на Восточном факультете ЛГУ. В 1990 году успешно защитила докторскую диссертацию «Этносоциальная основа синкретизма культовой системы ламаизма» в Институте этнографии им. Н. н. Миклухо-Маклая АН СССР по специальности «этнография».

## Вклад в науку
Её монография «Ламаизм и национально-колониальная политика царизма в Забайкалье в XIX и начале XX веков» и «Обновленческое движение бурятского ламаистского духовенства (1917-1930 гг.)» положили начало планомерному и комплексному научному изучению ламаизма в Бурятии.
Внесла большой вклад в создание сектора буддологии, единственного подобного рода подразделения в бывшем Советском Союзе. Созданный в 1967 году сектор под руководством Герасимовой подготовил фундаментальную монографию «Ламаизм в Бурятии XVIII — начала XX в. Структура и социальная роль культовой системы».
В рамках сектора буддологии под её руководством проводились социологические исследования и опросы в семи районах Бурятской АССР (1971-1973). На основе обработанных данных написаны главы монографии о типологии отношения к религии и атеизму в демографических и социально-производственных группах бурятского сельского населения.
Вершиной научной деятельности Герасимовой в области тибетологии стали монографические исследования «Памятники эстетической мысли Востока. Тибетский канон пропорций: трактаты по иконометрии и композиции Амдо, XVIII век» и «Традиционные верования тибетцев в культовой системе ламаизма», в которые она вложила богатый опыт и свои обширные знания в области искусства, антропологии, истории, культурологии, этнографии и ряда других научных дисциплин.